# Otros Aires
Otros Aires har gjort sig kända som den första grupp som spelar "elektro-arkeologisk" tango. I musiken mixas argentinsk tango och milonga (Carlos Gardel, Juan D'Arienzo, etcetera) från början av 1900-talet med elektronisk musik och sång från 2000-talet. Detta är gruppens främsta koncept, och den arbetar huvudsakligen med audiovisuella element.
Otros Aires startade i Barcelona som ett projekt av den argentinske musikern och arkitekten Miguel Di Genova. Basisten Toni Cubedo och pianisten Josep Lluis Guart anslöt sig till den då medelhavsbaserade gruppen. I Buenos Aires fann Otros Aires sin musikaliska gestalt i och med inlemmandet av bandoneonisten Hugo Satorre, slagverkaren Emmanuel Mayol och keybordspelaren Pablo Lasala, och gruppen har lyckades skapa sitt eget sound inom genren elektrotango.
Efter många spelningar i den argentinska huvudstaden släppte gruppen sin första cd den 11 december 2004 på museet Casa Carlos Gardel, till åminnelse av tangolegendarens födelsedag. Då gruppen släppte sin andra cd i början av 2007 bestod den av Miguel Di Genova (sång, gitarr och sekvenser), Emmanuel Mayol (trummor och slagverk), Omar Massa (bandoneon) och Diego Ramos (piano).

## Diskografi
År 2004 släpptes den första skivan, Otros Aires, som innehöll 10 låtar:
1. Sin Rumbo (med samplingar från La Viruta som är inspelad av Juan D'Arienzo 1936)
2. Percanta (med samplingar från historiens första tangosång: Mi noche triste , inspelad av Carlos Gardel)
3. La Pampa Seca (med samplingar från El Carretero, inspelad 1922 av Carlos Gardel)
4. Barrio de Tango
5. Milonga Sentimental (med samplingar från Milonga Sentimental, inspelad 1922 av Carlos Gardel 1929)
6. Aquel muchacho bueno (med samplingar från Aquel Muchacho Triste, inspelad av Carlos Gardel 1929)
7. Rotos en el Raval
8. De puro curda
9. Amor que se baila (med samplingar från Aquel Muchacho Triste, inspelad av Carlos Gardel 1929)
10. En dirección a mi casa (med samplingar från El Carretero, inspelad 1922 av Carlos Gardel)

2007 kom gruppens andra skiva: Otros Aires dos.
1. Allerdings otros aires
2. Otro puente Alsina
3. Otra noche en la viruta
4. Los vino
5. Niebla del Riachuelo
6. Un baile a beneficio
7. La yumba
8. Junto a las piedras
9. Otra esquina
10. A veces